# Puente Duero
Puente Duero (también conocido como Puente Duero-Esparragal) es un barrio del municipio de Valladolid, en la provincia de Valladolid (comunidad autónoma de Castilla y León, España). Toma el nombre del Puente de Puente Duero. Se encuentra situado en el sur de esa localidad.

## Situación
Puente Duero se encuentra situado en la zona central de la provincia de Valladolid. Desde 1959 es un barrio de Valladolid, aunque su situación a 11 km de la Capital hace que tenga características y sentimiento de un pueblo. Es aquí donde comienza la Tierra de Pinares aunque pertenece a la Campiña del Pisuerga. Se encuentra en la frontera de estas zonas comarcales, pues se halla a ambos lados del río considerando línea divisoria. Se encuentra en la posición vertical respecto al río, cortándole mediante el puente. Está entre la desembocadura del Cega por el suroeste y la del Pisuerga por el noroeste. Se encuentra a 11 kilómetros de Valladolid, al sur. Los pueblos que le rodean son: Simancas (a 5 km), Villanueva de Duero (a 6 km), Valdestillas (a 8 km), Viana de Cega (a 4 km), Laguna de Duero y el pinar de Antequera.
Cerca se encuentran los restos de lo que fue el monasterio franciscano del Abrojo, entre Puente Duero y Laguna de Duero; el monasterio de cartujos de Aniago entre Puente Duero y Villanueva de Duero.Su formación geológica es de cantos, de arenas sueltas y con aluviones.Por la presencia del río Duero como cuenca terciaria, hay abundancia de cantos rodados, pero no siendo el típico relieve que muestran los ríos, sino que es un relieve invertido.
Tiene una altitud de unos 680 m sobre el nivel del mar. Es el lugar más bajo de la campiña del Pisuerga, presentando un desnivel con el lugar más alto que es Corcos de 103,7 m. Es un lugar bajo porque a sus alrededores tienen la desembocadura de varios ríos, afluentes del Duero, Pisuerga, Adaja y Cega. El río hace que surjan a ambos lados de su curso, pues ha excavado su camino, haciendo surgir algunos claros exentos de árboles, que son las playas, unas veces de arena y otras de canto rodado. La parte más alta es el monte, que se encuentra en la parte sur, entre los caminos de Villanueva y Valdestillas, es de escasa altitud, pero desde él se puede ver por la noche los reflejos de las luces de Valladolid. En la dirección del río, Puente Duero se ve limitado por el montículo donde se encuentra Simancas, pudiéndose ver desde el puente, la iglesia y el archivo en la parte más alta.

## Puente

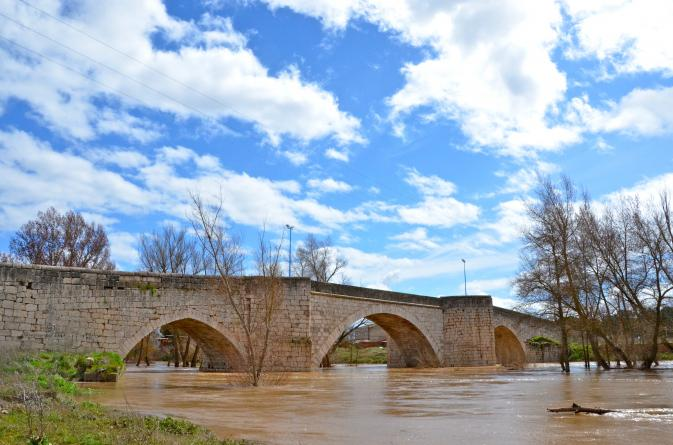
Vista del Puente de Puente Duero en el año 2015.

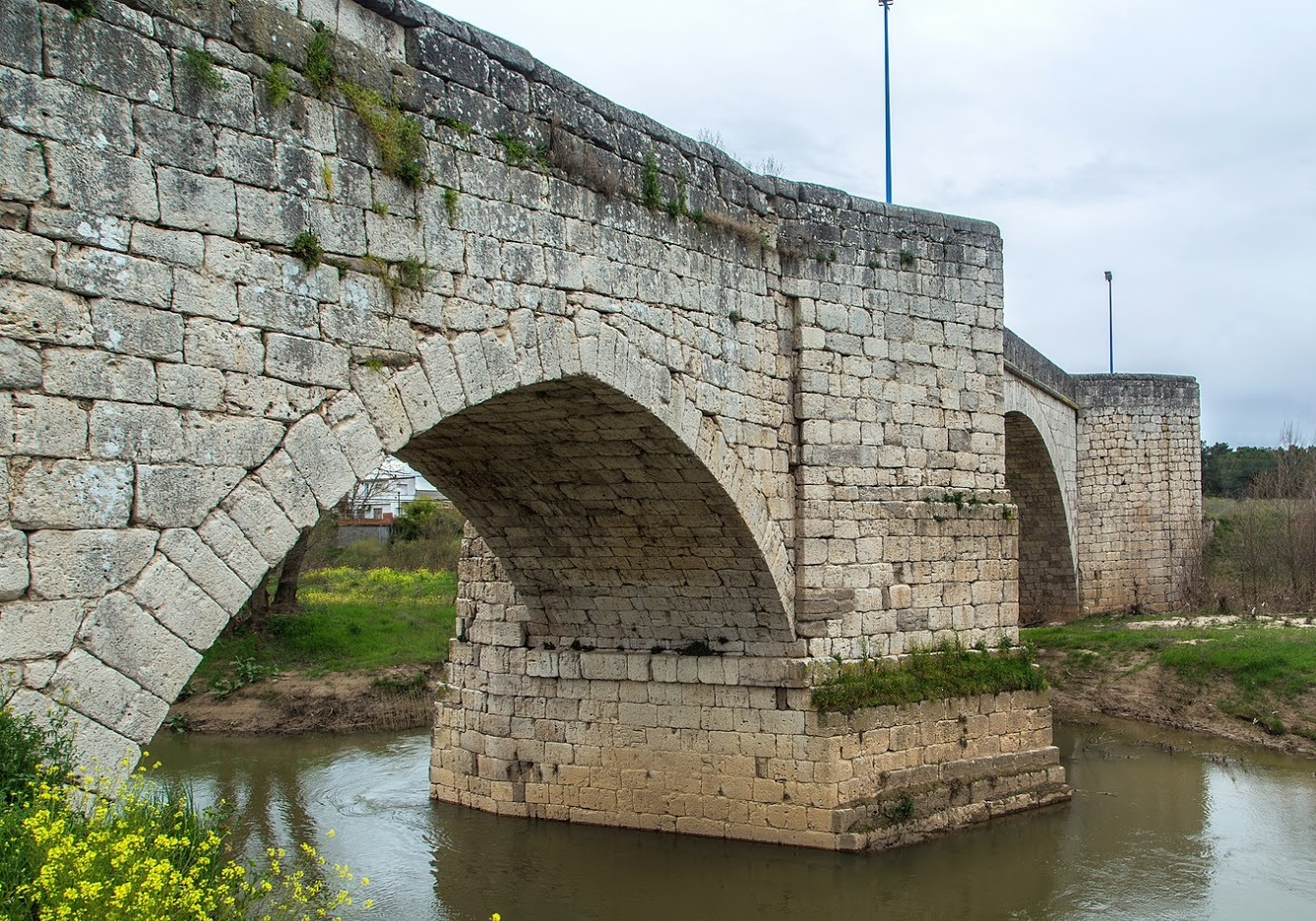
Detalle del puente, año 2021.

A lo largo de su vida múltiples reparaciones, conservando siempre su antiguo trazado; deja ver diferentes formas de construcción y estilos observando su piedra. Así se tiene noticias de que en octubre de 1579 a diciembre se deciden importantes reparaciones, que afectan al puente de Puente Duero y al de Boecillo. Aunque varios intentos anteriores fallaron por falta de financiación. En 1523 el Regimiento Vallisoletano decide retomar la obra y terminar el puente, para ello pide al Emperador poder cobrar los portazgos de los puentes cercanos durante dos años, luego prorrogado a tres, para dedicar lo recaudado al paso puente de Puente Duero. El Consejo Real delega en la Chancillería de Valladolid el control y la tramitación de la obra, y esta pide al Ayuntamiento que encargué a unos maestros realizar un proyecto y presentar un presupuesto, se encomienda a dos canteros Juan de Aguinaga y Martín de Logorreta, plantear unas condiciones y dibujar una traza. 
El 28 de junio de 1524, se pregona en la plaza Mayor de Valladolid la construcción de los puentes de Boecillo y reparación de Puente Duero, valorados según la declaración de los maestros vascos, en 1 183. 000 maravedíes el de Boecillo y en 200 000 maravedíes el de Puente Duero. La única postura fue la realizada por los propios maestros que habían hecho las trazas y condiciones, comprometiéndose el realizar el puente de Boecillo en 1 135. 000 maravedíes y los reparos del puente de Puente Duero en 165 000 maravedíes. Sin embargo tales cantidades estaban lejos de lo que podía recaudar con los portazgos el Concejo Vallisoletano, por lo que, ante la falta de financiación se abandonó el proyecto.La última gran obra tiene lugar después de la riada de 1860, construyéndose un potente arco central. El puente tiene una longitud de unos 100 m y su anchura de 3 m, lo suficiente para que pase un coche y un camión, incluso y hasta hace pocos años pasaban tanques del ejército en dirección hacia los montes para realizar maniobras militares.
Es totalmente de piedra caliza, más o menos regular, en bloques dando la impresión de fortaleza y solidez; costa de un tramo largo de muro a ambos lados del río, hundidos en el agua se encuentran dos recios pilares, con sus tajamares, sobre los que montan cuatro balconcillos, dos por cada lado para protección de los viandantes, cuya formas es angular, en sus gruesos pilares se sostienen los tres arcos, siendo más grande el central, dando lugar a una pequeña bóveda por debajo de los cuales pasa el río, el arco central y más grande es de medio punto. Los laterales son ojivales, estos están apoyados en los extremos opuestos por dos muros de piedra llamados Mataburros que inclinadas hacia fuera abren paso al río. Aunque la piedra es del mismo tipo, se puede observar que presenta distintas tonalidades, por la cantidad de arreglos que ha sufrido y por la acción del agua, igualmente por la forma de estar colocada y unido el sillar podemos ver diferentes épocas. 
Poco queda en el puente de su esplendor romano, quizás trozos de muro a ambos lados de los ojos, las piedras son irregulares y la argamasa por la que están unidas es poco abundante, con muchos huecos, además se puede observar que son de diferentes tamaños. Los pilares que sostienen los arcos tienen las piedras de un color más anaranjado por causa tal vez del agua, pareciendo de la misma época que los arcos apuntados y debe ser la parte realizada en el siglo XVI, a finales del gótico, siendo las piedras más regulares y mejor unidas que la parte anterior, siendo en los arcos donde se encuentra muy bien diferenciadas las dovelas. De otra época más reciente se puede considerar la parte del muro de entrada al puente y las dos hileras de piedra de todo él, excepto el arco central, en que la piedra tiene un color más grisáceo, sus uniones están mejor hechas y apenas tienen huecos, están hechas con argamasa y piedras menores, los otros dos arcos más antiguos, las uniones son más deformes y su argamasa esta más deteriorada, siendo vivienda de gran número de pájaros (gorriones, grajos, golondrinas) que pían constantemente haciendo del lugar, un sitio perfecto para relajarse escuchando el piar de los pájaros y el susurro del Duero. Igualmente se puede apreciar que en algún momento y posiblemente por la escasez de piedra o porque su tablero o el petril eran más largo que en la actualidad, utilizaron esas piedras desbastadas, para colocarlas en el murete, este aprovechamiento era muy normal, lo atípico es que el maestro cantero no desbastara la piedra para guardar la concordancia del murete. 
La parte más reciente está construida en el último tercio del siglo XIX, es la parte central, la del arco de medio punto, construido como consecuencia de la voladura que llevó a cabo el duque de Wellington y la riada del 1860 que tapono ese ojo, que era menor que el actual y de forma apuntada como sus hermanos más pequeños. El sillar de esta parte es perfecto, entre las uniones de las piedras no existe ningún hueco, la semicircunferencia que forman las dovelas del arco es regular, sin sobresalir de la parte superior no rematada en semicírculo como las anteriores, sino en plano aunque de puntas romas. 
El puente en su parte superior, por donde se pasa (tablero) en 2009 con la urbanización total de la calle Real, se sustituye su pavimento de asfalto negro por un adoquinado total en color gris y tramos en rojo.

## Naturaleza

### Flora
La localidad de Puente Duero está rodeada prácticamente por entero por bosques de pinos, pinares divididos por caminos y cortafuegos, característicos de la comarca de Tierra de Pinares, con la que lindan las tierras de Puente Duero. Las tres especies dominantes son el pino piñonero (Pinus pinea), del que se recogen sus piñas para la producción de piñones; el pino carrasco o pino blanco (Pinus halepensis) y el pino rodeno, pino resinero o pino negro (Pinus pinaster), que antiguamente se dedicaba a la producción de resina, práctica perdida en la actualidad. En cualquier caso, las tres especies se explotan forestalmente para la producción de leña y madera. En los pinares de la zona se intercalan arbustos y plantas como el espino albar o majuelo (Crataegus monogyna), la aulaga (Genista florida), el torvisco (Daphne gnidium), el jaguarcillo (Halimium umbellatum), la esparraguera silvestre (Asparagus acutifolius), el tomillo común (Thymus vulgaris) o el cantueso (Lavandula stoechas). Los níscalos (Lactarius deliciosus) y otras setas de muchas especies son abundantes en los pinares, particularmente en los años húmedos.
Sin embargo, el pinar es un ecosistema introducido en la zona. El ecosistema autóctono es el «monte del Duero» bosque de encinas (Quercus ilex) del que se mantienen algunos bosquetes residuales y un número mayor de arbustos de bellotas aislados intercalándose entre los pinos. La mutación vegetal tuvo lugar a partir del siglo XV, época en que se plantaron los primeros pinares, sobre los descampados que había dejado la tala del bosque primario. En el siglo XVI el pino sobrepasó en la zona a los demás grupos vegetales, gracias a la política de repoblación forestal de la época. Palabras de Felipe II a Diego de Covarrubias como presidente del Consejo de Castilla en el año 1572:

Una cosa deseo ver acabada de tratar. Y es lo que toca la conservación de los montes y aumento de ellos, que es mucho menester y creo que andan muy al cabo. Temo que los que vinieren después de nosotros han de tener mucha queja de que se las dejemos consumidas. Y ruego a Dios que no lo veamos en nuestros días.

Otra clase de árboles se encuentran en la ribera de los ríos, tierras de labor, almorrones de las acequias (actualmente desaparecidas) como son los chopos, álamos, acacias, morales, zarzamora y otros. Igualmente está la vegetación espontánea que crece aislada o en lo pinares, así como el junco (donde hay agua), las ortigas, el abrojo, los cardos, la amapola, el cardo borriquero, las pesetas, margaritas, retama, uvas de perro, tapaculos procedentes de los arbustos de rosas silvestres y tienen forma de bola de color rojo.

### Fauna
Como en todos sitios cada vez es más escasa. Lo que más abundan son las aves, sobre todo los gorriones y palomas que están durante todo el año, también: grajos, alondras, águila ratonera, halcón peregrino y perdices, en primavera las golondrinas, encontrando sus nidos de barro en cualquier casa, en la actualidad hay cigüeñas las cuales se quedan todo el año.
En el monte las especies que más encontramos son conejos, liebres, jabalíes, zorros, topos, erizos y perdices en los bordes de los cultivos.
En el río la pesca perdió su importancia, pasando a ser un entretenimiento para los aficionados, intentado pescar un barbo o alguna carpa, el río se complementa con: ratas de agua, gallinitas ciegas, patos negros, lagartos, ranas, sapos y serpientes de agua.
Los insectos más destacados son: la mosca, avispa, hormigas, margaritas, escarabajos y cortatijeras entre otros.
En temporada abundancia de caracoles, muy buscados entre las gentes del lugar.

## Antropología
- Fiestas y Tradiciones

En la actualidad se han perdido muchas costumbres, conservándose varias y no solo en fiestas y formas de vivir, sino en la forma de hablar, pues como en la mayoría de pueblos todavía se conserva el artículo delante de los nombres El Luis, la Carmina, igualmente se conservan los diminutivos, aunque la persona sea mayor, Juanito, Carlitos, los nombres que sustituyen a otros Pepe, Manolo y lo que no falta y son muy abundantes son los motes o apodos El Peseta, Caguichi, La salada, cada uno con un sentido, siendo la lista muy larga. Las personas mayores siguen teniendo un tratamiento de respeto en general.En las tardes y noches de verano es costumbre ver a los vecinos sentados en sus puertas, muchas disponían de poyato para sentarse, con la reestructuración de la calle Real, la mayoría desaparecieron, ahora se sacan las sillas del interior de las casas, por lo general suelen ser las mujeres las que se sientan en la puerta, haciendo pequeños corrillos para conversar o simplemente para ver a los niños como juegan.
- Carnaval.

Esta fiesta se celebra los martes de carnaval, antiguamente se corría el gallo y consistía en atar unas sogas desde el balcón del Ayuntamiento, al de la casa de enfrente (entonces los únicos balcones del pueblo) Los gallos se ataban en las cuerdas, teniendo cada participante el suyo, las mozas sujetaban las cuerdas, mientas los mozos y alguna moza desde burros y caballos, con un palo los mataban. Después de este combate la juventud se reunía en una casa para comerse los gallos, llevando una charanga, vistiéndose las mozas con máscaras y mantilla.  Actualmente los carnavales los organiza la asociación vecinal, fomentando los disfraces, con pasacalles por el barrio, sardinada popular, quema de los carnavalotes y verbena popular.
- San Juan

La fiesta de San Juan, era una fiesta puramente familiar, consistía en pasar el día en el campo, juntándose en grupos de familias y amigos para comer y merendar juntos, regresando por la noche al pueblo donde se encendía la hoguera.La asociación vecinal, está volcándose en recuperar dicha fiesta, asando un cerdo entero al estilo medieval, fomentando la participación de los niños con actividades para ellos, verbena con orquesta y fuegos artificiales, sin olvidar la hoguera de San Juan.
- Semana Santa

Por tratarse de una localidad claramente cristiana, se celebra con gran respeto los oficios de jueves y Viernes Santo. El viernes por la noche tiene lugar el entierro de cristo, haciéndose el vía crucis por todo el barrio, se sacan como pasos a la Virgen del Duero vestida de negro y el crucificado, antiguamente se encendía hogueras por el recorrido para alumbrar la profesión, igualmente era costumbre alumbrar las calles con los varales (las varas de tirar piñas) median sobre ocho metros, colocando en la punta pellejos de animales encendidos y las botas de vino. El Domingo de Resurrección, se realiza la procesión con la imagen de Jesús resucitado y los niños por una acera y la Virgen aun de luto, por la otra con todo el barrio y en silencio, encontrándose en un punto, se quita el luto a la Virgen y los cofrades empiezan a tirar cohetes y las campanas a repicar, mientras a la Virgen se la pone un manto blanco, iniciándose la vuelta a la iglesia acompañada de Jesús. Aunque en la actualidad prácticamente se ha perdido, era muy típico el juego de las chapas, este juego estaba prohibido el resto del año, permitiéndose estos días con el consentimiento del alcalde porque se decía que Dios estaba muerto.
- Romería de la Virgen del Henar

El pueblo siempre ha tenido gran devoción a la Virgen del Henar, el día de la festividad, el pueblo caminaba hasta la romería, saliendo el día anterior con los carros, haciendo noche en el santuario, actualmente muchas familias del barrio siguen asistiendo cada año a la romería, pasando prácticamente todo el día allí.
- Fiestas Patronal de la Virgen del Duero

Esta fiesta se celebra el día 8 de septiembre, día de la natividad de María.En torno a ella surgió una cofradía que subsiste hasta el año 1907 y de la que se tiene datos desde 1849, así lo vemos en el libro de la cofradía que contiene todas las normas que debían cumplir los cofrades, si no se les ponía una multa. Cuando desapareció esta cofradía el ayuntamiento se encargó de sostener esta fiesta, en ocasiones los mozos y las mozas se pegaban, para ver quien entraba y salía antes de la iglesia con la Virgen de Duero o de las Candelas, pues había diferencias sobre quien era la patrona. En estos últimos años con el ayuntamiento desaparecido, se trata igualmente de sostener la fiesta de la patrona, aunque durante tres años se perdió, volvió a salir a flote gracias a los más jóvenes del barrio, organizándose verbenas, siendo siempre lo más llamativo la suelta de vaquillas, teniendo incluso una plaza hecha con grandes ruedas de tractor, situada junto al puente, desaparecida en 2004, anteriormente se soltaban en una plaza, realizada con remolques de tractor en el antiguo campo de fútbol y en la explanada de donde estaba el antiguo ayuntamiento. Se elegían entre las jóvenes del barrio a la reina y las damas de la fiesta, se organizaban partidos de fútbol entre solteros y casados y también entre el pueblo y el barrio. Actualmente la fiesta de la patrona, la organiza la asociación vecinal, procurando seguir los pasos de los antiguos organizadores, realizando igualmente verbenas, competiciones deportivas, volcándose generalmente en la diversión infantil, contratando para estos días hinchables, fiestas de la espuma, toros infantiles (toros con ruedas), tren turístico y actuaciones infantiles, desde hace unos años durante las fiestas se organizan cenas populares en la plaza, a este tenor se sigue conservando la Santa Misa en honor a la Virgen y el posterior pasacalles, acompañados de la banda del barrio, por las calles de Puente Duero.
- Cofradía Virgen de las Candelas

Surgió en el siglo pasado, sobre el 1842, en sus orígenes se conocía como Cofradía de Nuestra Señora del Rosario, pero hacia 1896 se le cambia la advocación a Nuestra Señora Virgen de las Candelas. Tienen una nueva imagen realizada en madera con policromía realizada en el taller Arte Martínez, en Horche,  (Guadalajara), sustituyendo a la anterior de escayola, que actualmente preside el nuevo edificio parroquial. La primitiva imagen de la Virgen era de las que se vestían y tenía varios vestidos bordados, los hermanos cofrades la llamaban cariñosamente  La Morenita por el color de su piel. La cofradía está formada por hombres casados, hace unos años y para adaptarse los nuevos tiempos,  se modifica los estatutos para admitir a los solteros y separados. Las normas son muy parejas a la desaparecida cofradía de la Virgen del Duero, con respecto a las ayudas entre hermanos, las multas por no asistir a los actos religiosos. El símbolo principal de la cofradía es la imagen de la Virgen de las Candelas, el escapulario, la capa castellana y las varas que portan y guardan durante todo el año de mando los mayordomos.
- Cofradía de Santa Águeda

El día 4 de febrero, después del segundo día de Candelas empieza la víspera de Santa Águeda, produciéndose una continuación que hace que en el barrio haya fiestas durante una semana, siendo las fiestas de invierno, como comentan muchos vecinos. La organización y costumbres son muy parecidas a las de candelas, con un cambio significativo, en este caso la diversión de las participantes está asegurada. En la actualidad las componentes de la cofradía de Santa Águeda, dobla a los de las Candelas, esto se consigue principalmente por la sucesión de madres a hijas, siendo un orgullo para las madres que sus hijas sean Águedas.

## Geografía humana

### Demografía
| Gráfica de evolución demográfica de Puente Duero entre 1842 y 1950 |
| |
| Población de derecho según los censos de población del INE Población de hecho según los censos de población del INEEntre el censo de 1960 y el anterior, este municipio desaparece porque se integra en el municipio 47186 (Valladolid) |

- Población

| 1130                      | 1133 | 1121 | 1136 | 1152 | 1150 | 1143 | 1149 | 1140 | 1160 | 1152 | 1182 | 1179 | 1177 |
| (Fuente: INE [Consultar]) |      |      |      |      |      |      |      |      |      |      |      |      |      |

Puente Duero es una villa cuya población no ha dejado de aumentar, siendo sobre todo destacable en el presente siglo, pues ha pasado de 356 habitantes en 1896 a unos 1350 en 2010, multiplicándose casi por cuatro en el último siglo, ésta a pesar de la emigración de gente a la ciudad y pueblos de alrededor. El crecimiento se debe no solo al aumento de natalidad, sino al descenso de la mortandad, sobre todo infantil; en el pasado siglo más de la mitad de la mortandad eran niños, siendo solo unos pocos los que sobrepasaban los siete años. Así en 1800-1850 la media de natalidad es de 17 niños por año y la mortandad de 13,9, siendo el crecimiento casi nulo, mientras que entre 1950-1975 es de 30 nacimientos de media por año, mientras la mortandad es de 9 muertes, siendo el crecimiento muy superior.

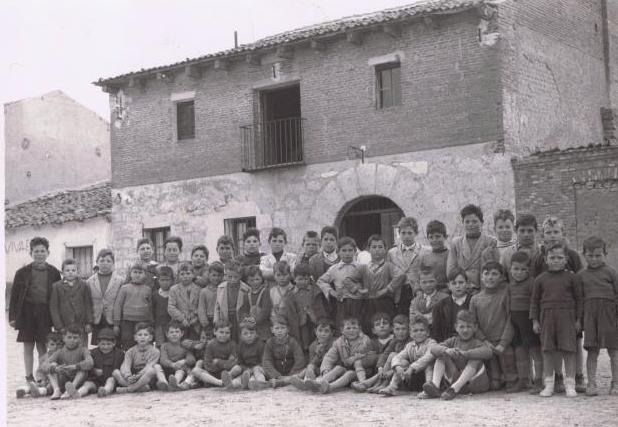
Antigua foto de niños de Puente Duero

La mayoría de los datos sobre población están sacados de los libros de la parroquia: matrimonios, bautizos, defunciones y padrón parroquial de la feligresía; siendo la mayoría a partir del siglo XVIII en sus últimos decenios y principios del XIX hasta la actualidad, salvo los de matrimonio, que son los más antiguos y que datan desde principios del XVI, concretamente de 1609.
Los libros de bautizos y defunciones, junto con los de fábrica de los siglos XVII y XVIII se perdieron y esto lo da a entender el párroco Santos Viana, religioso franciscano del Monasterio del Abrojo y que a partir 1819 es cura ecónomo del lugar de Puente Duero y dice: 

Que desde que se encargó del citado curato, procure recoger todos los libros y matrículas, pertenecientes a bautizos, casados y finados y se halló sin las pequeñísimas noticia desde el año 1804, hasta el de 1818, de que se han seguido y se seguirán en lo sucesivo, notables daños y perjuicios: otras faltas según se informa de sus feligreses procedían de estragos, robos y saqueos continuados que hicieron las tropas enemigas con las estancias dilatadísimas que hicieron en Puente Duero, después de una guarnición que mantuvo en el mismo (refiriéndose a la guerra de la independencia donde los franceses lo arrasaron todo) Todo lo cual lo eleva a otra penetración de V.S.S a fin de que siendo de su superior agrado se digne autorizar el exponente con facultades necesarias para por Sí y ante sí pueda hacer las averiguaciones y competentes, así de nacidos, casados y finados….

Como en el resto de las poblaciones, el aumento del número de personas se debe a la sanidad, mejoras alimenticias, el ascenso de nivel de vida; mueren pocos niños y la gente vive más años. La mortandad infantil se debe sobre todo a accidentes en concreto los debidos a la carretera, pues la cañada pasa por medio del pueblo y resulta un peligro para los niños que atraviesan corriendo o en bicicleta. En Puente Duero existe la emigración a la capital y pueblos de alrededor, pero ésta es mínima, no viéndose afectada por ella, pues la distancia a Valladolid es pequeña y mucha de sus gentes que trabajan en la capital y alrededores, prefieren residir en el barrio que les vio nacer y no trasladarse al lugar de trabajo. Puente Duero se está convirtiendo en un barrio dormitorio, lugar de residencia para los que buscan tranquilidad y zona de recreo para las gentes de la capital, por sus extensas zonas verdes, donde un simple paseo por la extensa calle Real (recién urbanizada) es un auténtico placer.

### Datos de Población a partir delsigloXVI
Año		N.º de vecinos		Población
1530		14			unos 70
1561		33			unos 165
1570		32			unos 160
1587		40			unos 200
1591		33			unos 165
Los datos de este siglo vienen dados por el número de vecinos.
Suponiendo una media de cinco personas por vecino, vemos que la población tiene un aumento ligero y progresivo aunque existe un bajón brusco a finales de siglo.
- Siglos XVII y XVIII

- Matrimonios

Siglo XVII (1609-1700)	143
Siglo XVIII (1701-1800)	149
Por estos datos se ve un gran equilibrio en estos siglos, parece que hay una población. Pero no debe ser así, pues aunque en el siglo XVII, los matrimonios son escasos, se produce un gran bajón, no celebrándose ninguno en algunos años. Así entre 1721 y 1730 solo se celebran cinco, pero entre 1761 y 1770 se celebran 24 matrimonios, aumentando de forma notable. Esto da a entender que en esta época la población no debió seguir una evolución estable durante cierto tiempo.
- Siglo XIX

- Natalidad

Años		Niños			Media de niños por año
1801-1850	784			15,68
1851-1900	732			14,64
El aumento de nacimientos es progresivo excepto una gran baja que se produce del 1851 a 1875, empezándose a recuperar después.
- Mortandad

Años		Defunciones		Medias defunciones
1789-1802	103			11,2
1814-1825	89			7,4
1826-1850	337			13,4
1851-1875	274			10,9
1876-1900	302			12,00
La mortandad produce más variaciones, así su aumento es considerable en los años 1826 a 1875 y desde 1895 a 1900, posiblemente por alguna peste.
- Matrimonios

Años			Matrimonios
1801-1820		103
1821-1840		61
1841-1860		93
1861-1880		45
1881-1900		61
- Población

Año		Habitantes		Vecinos
1849		292			63
1896		356			81
Entre 1826 y 1850 la población aumenta en su valor absoluto en 69 habitantes.
Entre 1851 y 1875 lo hizo en 49 habitantes
Entre 1876 y 1900 en 107 habitantes
La población sigue en aumento progresivo, pero es espectacular en los últimos 25 años del siglo, aumentando la población más de 30%
Siglo XX
- Natalidad

Años		Niños			Media de niños por año
1901-1925	542			21,6
1926-1950	641			25,6
1951-1975	722			28,8
1976-1985	204			20,4
1986-1995	164			18,2
1996-2005	152			16,8
2006-2009	  55			13,7 Últimos 4 años
El aumento de nacimientos es espectacular entre 1926 y 1975, después en los últimos años disminuye aunque sigue siendo alta, no porque sean por grandes familias, sino porque ha aumentado el número de niños por fecundación in vitro y adoptados.
- Mortalidad

Años		Defunciones		Media de defunciones por año
1901-1920	254			10,1
1926-1950	223			9,1
1951-1980	210			8,4
1976-1985	63			7	
1986-1995	80			8,8
1996-2005	70			7,7
2006-2009	37			9,2 Últimos 4 años
Hay un descenso de la mortalidad, el número de gente mayor es mínima. La población de Puente Duero es joven por eso hay menos mortandad, produciéndose muchas por accidente.
- Matrimonios

Años		Matrimonios
1901-1920	74
1921-1940	98
1941-1960	145
1961-1980	137
1981-1985	36
1986-1995	57
1996-2005	51
2006-2009	11 Últimos 4 años
El aumento de matrimonios es considerable, teniendo los años 50 como partícipes del mayor aumento.
- Población

Año		Habitantes		Vecinos
1927		590			113
1939		632			120
1945		743			158
1955		860			208
1961		960			210
1985		1190			250
2009		1160			310
Entre 1901 y 1925 en 228 habitantes
Entre 1926 y 1950 en 418 habitantes
Entre 1951 y 1975 en 512 habitantes
Entre 1976 y 1995 en 130 habitantes
Entre 1996 y 2009 Se computa una bajada de población
Según los datos del Instituto Nacional de Población, aunque en realidad en el barrio residen unos 1.350 habitantes, no estando incorporados por no estar censados como residentes. Se aprecia una explosión demográfica a partir de los años 30, en que la población aumenta mucho, doblándose la población en tan solo 50 años, siendo el crecimiento del 100%. Ya en el siglo XVI se prevé este crecimiento, y así se ve en un escrito de ese siglo que dice: Las localidades importantes tienden a desarrollarse y las pequeñas a desplomarse: dentro de las primeras están: Tudela, Cigales, Laguna, Mucientes, Cabezón y Villanueva, aunque Peñaflor de Hornija y Traspinedo están en regresión; dentro de las segundas: Olmos, Boecillo, Herrera de Duero, Viana de Cega, con excepción de Puente Duero, por estar en una vía de paso.
La disminución de población en la década de los 60, se observa muy bien en los datos demográficos en que disminuye el número de nacimientos, matrimonios y hasta defunciones. En los años 30 del siglo actual, como en los demás lugares se sufre la guerra civil, con grandes estragos en referencia a fusilamientos y encarcelamientos, además de enfrentamientos entre diversas familias del pueblo. Los años de postguerra son de gran pobreza, como en la práctica de pueblos menores, lo que perjudica a Puente Duero es tener un alcalde bastante cacique que tiene un mandato muy largo, haciendo la vida imposible a muchos, teniendo un historial muy singular desde los comienzos, hasta el final de su vida. El 1939 según la guía provincial de Valladolid, Puente Duero pertenece a su partido judicial, tiene un ayuntamiento de 600 personas, con una carretera Rueda - Valladolid. Su corporación municipal estaba constituida de la siguiente forma: 
AlcaldeVicente Prieto Navarro,
SecretarioJacinto Martínez,
MaestroVilibordo Cuadrado,
PárrocoDemetrio González,
MédicoJosé María Blanco,
Jefe local de FE de las JONSD.J. Casero
En esta época de postguerra es cuando se produce otra riada, que se lleva las casas de la Cañada de Valdestillas, el pueblo se solidariza con los afectados dándoles cobijo en sus casas, es cuando se construyen las casas de la entrada por orden del Ministro Girón 

## Infraestructuras
El 5 de septiembre de 2002 entró en funcionamiento la variante de la población correspondiente a la carretera C-610, que en parte coincide con la Ronda Supersur de Valladolid, y que incluye un nuevo puente sobre el Duero, por lo que el tradicional ha quedado únicamente para tráfico local.
- Servicios Públicos

Las escuelas eran tres edificios de una sola planta, teniendo en total ocho salas, su construcción era de ladrillo rojo, teniendo anexo el campo de fútbol del pueblo, una se dedicaba a los preescolares, otra a educación especial y seis para EGB, dos por ciclo, el número de alumnos por clase era de 30 a 40 por unidad al frente 9 maestros.
En la actualidad, derribadas las viejas escuelas el barrio cuenta con un edificio moderno, con dos plantas, biblioteca, sala de ordenadores, gimnasio, con diez salas para los estudios, instalaciones deportivas, polideportivo, piscina, parque infantil, cancha de tenis, voleibol y servicio de comedor. 
Servicio Médico: a la gente del barrio le corresponde en servicios sanitarios el ambulatorio de la Rubia y las Delicias, actualmente el nuevo ambulatorio de Covaresa; al barrio acude un médico y una enfermera practicante, todos los días, en los años 80 cada dos días, tienen su consulta en la planta baja en el edificio de usos múltiples del Ayuntamiento de Valladolid, la enfermera igualmente dispone de su despacho y sala de curas anexo a la consulta del médico.
Desde los años 80 funciona de forma permanente la asociación vecinal, con sala de juntas en el edificio del Ayuntamiento, siendo durante estos últimos 30 años la portadora de las quejas vecinales al Ayuntamiento de Valladolid, algunos de sus presidentes fueron: Manolo Casal. Juanito Navarro, Manximo Mansilla y en la actualidad, con 20 años al cargo,  Juan Carlos Prieto Fernández; el sentir del barrio hacia la figura del presidente en la asociación, es como si fuera el desaparecido alcalde pedáneo, con la singularidad de no tener poder de mandato alguno, más que comunicar los problemas del barrio al alcalde de turno.

## Cultura
Puente Duero es parte del Camino de Santiago madrileño. De hecho, por la gran distancia que existía a lo largo del Camino madrileño entre el refugio anterior y el siguiente (37 km), situados en Alcazarén y Ciguñuela respectivamente, el 28 de julio de 2005 se inauguró en Puente Duero un albergue de peregrinos. Está situado en el camino de Aniago; es una construcción de madera, con cocina, salón, baño, dos dormitorios con nueve camas cada uno y un gran patio con barbacoa, fregadero, almacén y porche bajo cubierta. Este albergue está gestionado por la Asociación Jacobea Vallisoletana (AJOVA), nacida en el 2004 y cuya función principal es promover y favorecer la ayuda de los peregrinos a Santiago de Compostela y revitalizar y conservar las rutas jacobeas, especialmente en la provincia de Valladolid, fomentando la participación con actividades encaminadas a la difusión, conocimiento y participación del espíritu jacobeo. En el albergue de Puente Duero se facilita «la credencial», pasaporte obligatorio para realizar el camino.
Desde 2009 (edición 28) hasta 2014 (edición 33), se celebró en Puente Duero la concentración motera Pingüinos, un total de seis ediciones.
El centro municipal Puente Duero, del Ayuntamiento de Valladolid, da servicio a la población. Dispone de los servicios de: punto de préstamo de libros, retén de policía local y consultorio médico. Incorpora diez salas para la realización de actividades y salón polivalente para el desarrollo de actos culturales.

## Transporte público
El municipio se comunica con Valladolid gracias a una línea del transporte urbano de Valladolid, gestionado por la empresa Autobuses Urbanos de Valladolid S.A. (AUVASA).
Líneas ordinarias:
| Línea | Trayecto                                             | Frecuencia                    |
| ----- | ---------------------------------------------------- | ----------------------------- |
| 18    | Puente Duero - La Cistérniga (por Páramo San Isidro) | De lunes a sábado: 60 minutos |
| 19    | Puente Duero - La Cistérniga (por Hosp. Río Hortega) | Todos los días: 60 minutos    |

- La combinación de las líneas 18 y 19 permite que la frecuencia entre Puente Duero y el centro de Valladolid sea de 30 minutos

Líneas Búho
| Línea | Trayecto                                     | Frecuencia |
| ----- | -------------------------------------------- | --- |
| B4    | Plaza de Zorrilla - Camino Viejo de Simancas | Viernes, sábados y vísperas de festivos: A las 03:00h de la madrugada desde el centro; 23:00 desde Puente Duero. |

## Iglesia de Puente Duero

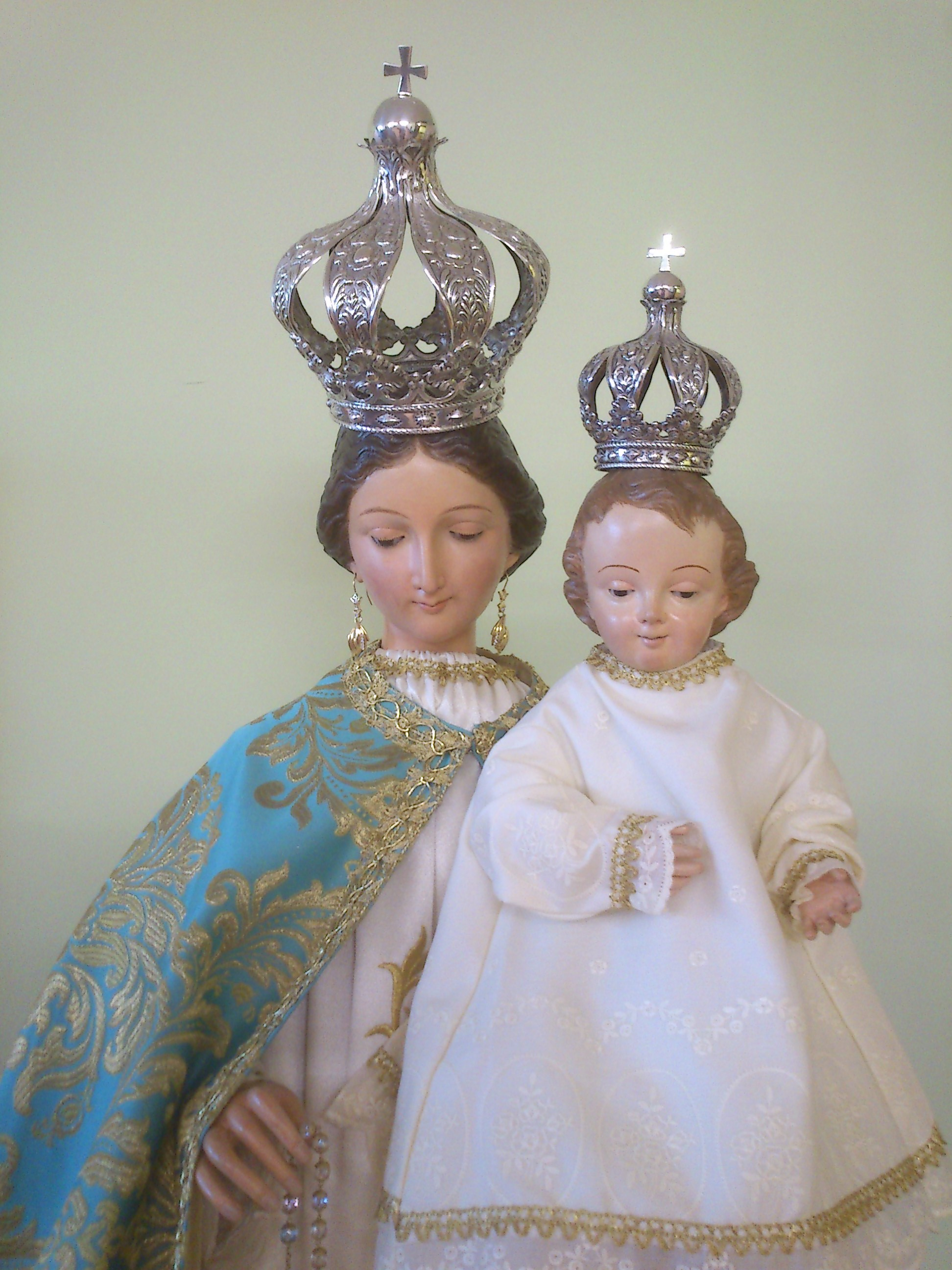
Nuestra Señora de Duero

La iglesia de Puente Duero es de fábrica sencilla, construida como consecuencia del desbordamiento del río en 1860, que destruyó totalmente la anterior. En 1889 su construcción finaliza, siendo la obra dirigida por el arquitecto Don Antonio Iturralde, famoso arquitecto entre sus obras esta el Campo Grande, ganó el concurso público para la construcción del actual Ayuntamiento de Valladolid. En 1861 estuvo a cargo de la comisión de arquitectos para levantar la torre perdida de la catedral, no realizándose por falta de fondos. En 1878 se decide construir la torre, siguiendo el anterior proyecto, recayendo en Antonio Iturralde la dirección de las obras.La iglesia está bajo la evocación de Santa María del Duero.
Sobre la construcción de la iglesia se encuentran detalles en los libros de fábrica. Así dice, en diciembre de 1884: Se pagaron 8500 reales a D. Mariano Santerbas por las maderas que constituyen el tejado del edificio destinada a iglesia parroquial. En 1886 de la parroquia de Santa María de la Asunción de Tordesillas, Simón Gutiérrez (anterior párroco de Puente Duero) mandó un donativo al cura y arzobispo para la construcción de la nueva iglesia de 1885 reales.La iglesia está situada en el centro de la calle Real donde esta el hastial. El material en que está construida es de ladrillo rojo en su totalidad, con un zócalo de piedra en su parte inferior, el tejado es de dos aguas y cubierto de teja. Su planta es basilical.
La fachada principal es la de los pies, en ella está la puerta que da acceso al pórtico de la iglesia con arco de medio punto y que se cierra por una puerta de hierro, con largos barrotes verticales, que en la parte del arco son concéntricos sin llegar a tocarse. A los lados de la puerta se encuentran dos ventanas también con arcos de medio punto remarcados por sus dovelas que forman los ladrillos al igual que la puerta de entrada. Encima de esta fachada está la torre de planta cuadrada que consta de cuatro cuerpos separados por cornisas que van disminuyendo en anchura según asciende, el primer cuerpo es liso, con una sola claraboya en el lado principal. 
El segundo cuerpo es el campanario, que costa de cuatro ventanas largas de medio puntos, cerradas en la parte inferior por un barandal de ladrillo con una decoración de cruces, en dos de las ventanas se encuentran las campanas, que sirven para avisar a los vecinos de las misas y actos religiosos según la forma de tocar, repique o clamor, son de hierro y han sido fundidas varias veces, en la actualidad son de martilleo eléctrico. Aquí terminaba la torre hasta que a principios de los años 60 se decidió hacerla más alta, añadiendo otros dos cuerpos más reservados a palomar, el primero se asienta en una cornisa y sobre ella el friso decorado con cruces griegas (desaparecido en la actualidad), sobre el cuatro ventanas una por cada lado y sobre ellas una pequeña claraboya, dando lugar al cuarto cuerpo casi en su totalidad por ventanas rectangulares. La torre remata en un tejado en forma de pirámide cuadrangular en cuya punta tiene un pararrayos y una veleta. 
La fachada está rodeada de piedras que forman un semicírculo, que sirve para que la gente se siente, abierto solamente en la parte que esta frente a la puerta, formando un pórtico, dando la sensación de un abrazo de bienvenida a todos sus feligreses. En las fachadas laterales lisas igualmente de ladrillo, únicamente interrumpidas por tres ventanas de medio punto, a cada lado, lo mismo por la parte de la cabecera con dos ventanas del mismo tipo que dan a la sacristía. Al interior se entra por un pequeño pórtico, por una puerta con arco de medio punto rebajado, el techo del recinto es adintelado, en la parte de atrás hay dos puertas, una daba al baptisterio con una pila bautismal de piedra en su centro, hoy sustituido por despacho parroquial, la otra da a una escalera por la que se sube al coro y al campanario.